# Rajd Cypru 1991
Rajd Cypru 1991 (19. Rothmans Cyprus Rally) – 19 edycja rajdu samochodowego Rajd Cypru rozgrywanego na Cyprze. Rozgrywany był od 26 do 29 września 1991 roku. Była to trzydziesta ósma runda Rajdowych Mistrzostw Europy w roku 1991 (rajd miał najwyższy współczynnik - 20) oraz szósta runda Rajdowych Mistrzostw Cypru.

## Klasyfikacja rajdu
| Miejsce                      | Kierowca                     | Pilot                        | Samochód                     | Czas                         | Strata                       |                              |
| Klasyfikacja generalna i ERC | Klasyfikacja generalna i ERC | Klasyfikacja generalna i ERC | Klasyfikacja generalna i ERC | Klasyfikacja generalna i ERC | Klasyfikacja generalna i ERC | Klasyfikacja generalna i ERC |
| ---------------------------- | ---------------------------- | ---------------------------- | ---------------------------- | ---------------------------- | ---------------------------- | ---------------------------- |
| 1.                           | Antonis Ieropoulos           | Michalakis Michael           | Mitsubishi Galant VR-4       | 6:25:52                      | 0.0                          |                              |
| 2.                           | Dimi Mavropoulos             | Nikos Antoniades             | Audi 90 Quattro              | 6:32:42                      | +6:50                        |                              |
| 3.                           | Iskender Atakan              | Yusuf Avimelek               | Lancia Delta Integrale       | 6:37:47                      | +11:55                       |                              |
| 4.                           | Manolis Panagiotopoulos      | Nikos Panou                  | Toyota Celica GT-4           | 6:37:55                      | +12:03                       |                              |
| 5.                           | Dinos Maschias               | Nicos Panayides              | Subaru Legacy 4WD Turbo      | 6:42:55                      | +17:03                       |                              |
| 6.                           | Menelaos Melissas            | Georgios Alexandrou          | Subaru Legacy RS             | 6:48:57                      | +23:05                       |                              |
| 7.                           | Charis Komodromos            | Petros Laos                  | Opel Kadett GSI              | 7:01:46                      | +35:54                       |                              |
| 8.                           | M. Christodoulou             | A. Hatzigeorgiou             | Peugeot 205 GTI              | 7:09:35                      | +43:43                       |                              |
| 9.                           | T. Kalathas                  | A. Konstantinou              | Suzuki Cultus GTI            | 7:22:18                      | +56:26                       |                              |
| 10.                          | Ioannis Konstantakatos       | Apostolos Pallas             | Toyota Corolla GT            | 7:24:56                      | +59:04                       |                              |